# Рудик Микола Мартинович
Мико́ла Марти́нович Ру́дик (19 грудня 1918 н. с. — 16 грудня 1943) — радянський військовик. Учасник звільнення Білорусі від нацистських загарбників. Герой Радянського Союзу (24.4.1944).

## Життєпис
Народився 19 грудня 1918 року в селі Степашки Гайсинського району Вінницької області. У 1938 році закінчив технікум механізації сільського господарства. У Червоній Армії з 1939. Закінчив Сизранське танкове училище (1941).
На фронті з 1941. Особливо відзначився в бою за станцію Бичиха Меховського району Вітебської області. Танкова рота під командуванням старшого лейтенанта Миколи Рудика 16.12.1943 першою увірвалася до ворожого опорного пункта і вступила в бій з колоною гітлерівців, підтримуваних артилерією і танками; утримуючи оборону до підходу підкріплення, знищила 5 гармат, 8 автомашин, кілька десятків гітлерівців. Микола Мартинович Рудик героїчно загинув у цьому бою. Похований в селі Хутряне Городоцького району на військовому кладовищі.

## Нагороди та відзнаки
- Герой Радянського Союзу
- Орден Леніна
- Орден Вітчизняної війни 1 ступеня

## Пам'ять
Ім'я Миколи Рудика присвоєно середній школі в с. Бичіха Городоцького р-ну; на місці загибелі на околиці с. Бики поставлено обеліск. Ім'ям Героя названі вулиця в рідному селі, де встановлено погруддя Героя.